# Отрицательная масса
В теоретической физике отрицательная масса — это тип экзотической материи, масса которой имеет противоположный знак по отношению к массе нормальной материи, например −1 кг. Такая материя нарушила бы одно или несколько энергетических условий и показала бы некоторые странные свойства, такие как противоположно ориентированное ускорение для отрицательной массы. Она используется в некоторых умозрительных гипотетических технологиях, таких как путешествия во времени в прошлое, строительство проходимых искусственных червоточин, которые также могут позволить путешествия во времени, трубы Красникова, привод Алькубьерре и, возможно, другие типы сверхсветовых варп-приводов[что?]. В настоящее время ближайшим известным реальным представителем такой экзотической материи является область отрицательной плотности давления, создаваемая эффектом Казимира.

## В космологии
В декабре 2018 года астрофизик Джейми Фарнс из Оксфордского университета предложил теорию «темной жидкости», частично связанную с представлениями о гравитационно отталкивающих отрицательных массах, представленными ранее Альбертом Эйнштейном, которая может помочь лучше понять проверяемым образом, значительное количество неизвестной темной материи и темной энергии в космосе. Данная модель совместима с наблюдаемыми данными; возможно несовместима с реальностью гравитонов; даёт лучшее (чем ΛCDM-подход) предсказание наблюдаемой плотности «тёмной материи», значению космологической постоянной, закономерностям скорости вращения галактик, распределения плотности в галактиках, и формам гало; является контринтуитивной (содержит две контринтуитивных предпосылки: что бывают частицы с отрицательной массой и что масса непрерывно и однородно генерируется в пространстве вселенной); предсказывает наблюдаемую крупномасштабную структуру вселенной; предсказывает поведение «тёмной материи» (рассчитанное как поведение смеси частиц с положительными и частиц с отрицательными массами). Также, данная модель подразумевает, что либо во вселенной действительно есть частицы с отрицательными массами, либо есть что-то, что может эффективно описываться как частицы с отрицательной массой («замещающая теория»).

## В общей теории относительности
Отрицательная масса — это любая область пространства, в которой для некоторых наблюдателей плотность массы считается отрицательной. Эта величина может возникать из-за области пространства, в которой составляющая напряжения тензора энергии-импульса Эйнштейна больше по величине, чем плотность массы. Всё это является нарушением того или иного варианта условия положительной энергии в общей теории относительности Эйнштейна; однако условие положительной энергии не является обязательным условием математической непротиворечивости теории.

### Инерционная и гравитационная массы
При рассмотрении отрицательной массы важно учитывать, какие из этих концепций массы отрицательны. С тех пор, как Ньютон впервые сформулировал свою теорию гравитации, существовало по крайней мере три концептуально различных величины, называемые массой:
- инертная масса — масса m, фигурирующая во втором законе движения Ньютона, F = m a
- «активная» гравитационная масса — масса, которая создаёт гравитационное поле, на которое реагируют другие массы.
- «пассивная» гравитационная масса — масса, которая реагирует на внешнее гравитационное поле ускорением.

Закон сохранения количества движения требует, чтобы активная и пассивная гравитационная масса были идентичны. Принцип эквивалентности Эйнштейна постулирует, что инертная масса должна равняться пассивной гравитационной массе, и все экспериментальные данные на сегодняшний день показывают, что они действительно всегда одинаковы.
В большинстве анализов отрицательной массы предполагается, что принцип эквивалентности и сохранение количества движения продолжают применяться, и поэтому все три формы массы остаются неизменными, что приводит к изучению «отрицательной массы». Но принцип эквивалентности — это просто факт наблюдения и не обязательно выполняется всегда. Если провести такое различие, «отрицательная масса» может быть трёх видов: отрицательные инертная или гравитационная массы или обе массы отрицательны.
В своем эссе, удостоенном 4-й премии на конкурсе Фонда исследований гравитации 1951 года, Хоакин Маздак Латтинджер рассмотрел возможность отрицательной массы и её поведение под действием гравитационных и других сил.
В 1957 году, следуя идее Латтинжера, Герман Бонди в своей статье в журнале Reviews of Modern Physics предположил, что масса может быть как положительной, так и отрицательной. Он указал, что это не влечёт за собой логического противоречия, пока все три формы массы отрицательны, но что допущение отрицательной массы включает некоторую противоречащую интуиции форму движения. Например, ожидается, что объект с отрицательной инертной массой будет ускоряться в направлении, противоположном тому, в котором его толкнули (негравитационно).
Было проведено несколько других анализов отрицательной массы, таких как исследования, проведенные Р. М. Прайсом, хотя ни один из них не касался вопроса о том, какая энергия и импульс необходимы для описания неособой отрицательной массы. Действительно, решение Шварцшильда для параметра отрицательной массы имеет голую сингулярность в фиксированном пространственном положении. Сразу возникает вопрос: нельзя ли сгладить эту сингулярность какой-нибудь отрицательной плотностью массы? Ответ — да, но не с энергией и импульсом, которые удовлетворяют доминирующему энергетическому условию. Это связано с тем, что если энергия и импульс удовлетворяют доминирующему энергетическому условию в асимптотически плоском пространстве-времени, что было бы в случае сглаживания решения Шварцшильда с сингулярной отрицательной массой, тогда оно должно удовлетворять теореме положительной энергии, то есть его масса ADM должна быть положительной, что, конечно, не так. Однако Беллетет и Паранжапе заметили, что, поскольку теорема о положительной энергии не применима к асимптотическому пространству-времени де Ситтера, на самом деле можно сгладить решение с помощью энергии-импульса, которая удовлетворяет условию доминирующей энергии, сингулярность соответствующую точному решению Шварцшильда — де Ситтера с отрицательной массой, которое является сингулярным точным решением уравнений Эйнштейна с космологической постоянной. В следующей статье Мбарек и Паранджапе показали, что на самом деле можно получить требуемую деформацию путем введения тензора энергии-импульса идеальной жидкости.

### Убегающее движение
Хотя частиц с отрицательной массой не известно, физики (в первую очередь Герман Бонди в 1957 г. Уильям Б. Боннор в 1964 и 1989 гг. затем Роберт Л. Форвард) смогли описать некоторые из ожидаемых свойств, которые могут иметь такие частицы. Предполагая, что все три концепции массы эквивалентны согласно принципу эквивалентности, можно исследовать гравитационные взаимодействия между массами произвольного знака на основе ньютоновского приближения уравнений поля Эйнштейна. Тогда законы взаимодействия таковы:

Желтым цветом обозначено «нелепое» движение положительных и отрицательных масс, описанное Бонди и Боннором

- Положительная масса притягивает как другие положительные, так и отрицательные массы.
- Отрицательная масса отталкивает как другие отрицательные, так и положительные массы.

Для двух положительных масс ничего не меняется, поскольку существует обычное гравитационное притяжение друг к другу. Две отрицательные массы будут отталкиваться из-за своей отрицательной инерционной массы. Однако для масс разных знаков существует толчок, который отталкивает положительную массу от отрицательной массы, и притяжение, которое одновременно притягивает отрицательную массу к положительной.
Поэтому Бонди указал, что два объекта с равной, но противоположной по знаку массами будут вызывать постоянное ускорение системы по направлению к объекту с положительной массой, эффект, названный Боннором «убегающим движением», который проигнорировал его физическое существование, заявив:

Уильям Боннор :

Я считаю убегающее (или самоускоряющееся) движение […] настолько абсурдным, что предпочитаю исключить его, предполагая, что инертная масса либо положительна, либо отрицательна.
Оригинальный текст (англ.)I regard the runaway (or self-accelerating) motion […] so preposterous that I prefer to rule it out by supposing that inertial mass is all positive or all negative.

Такая пара объектов будет ускоряться с учётом релятивизма без ограничений; однако полная масса, импульс и энергия системы останутся равными нулю. Такое поведение полностью несовместимо с подходом, основанным на здравом смысле, и ожидаемым поведением «нормальной» материи. Томас Голд даже намекнул, что безудержное линейное движение можно использовать в вечном двигателе, если преобразовать его в круговое движение:

Томас Голд :

Что произойдет, если прикрепить к ободу колеса пару отрицательных и положительных масс? Это несовместимо с общей теорией относительности, поскольку устройство становится более массивным.
Оригинальный текст (англ.)What happens if one attaches a negative and positive mass pair to the rim of a wheel? This is incompatible with general relativity, for the device gets more massive.

Но Форвард показал, что это явление математически непротиворечиво и не нарушает законов сохранения. Если массы равны по величине, но противоположны по знаку, то импульс системы остается нулевым, если они оба движутся и ускоряются вместе, независимо от их скорости:
{\displaystyle p_{\mathrm {sys} }=mv+(-m)v={\big (}m+(-m){\big )}v=0\times v=0.}
И то же самое для кинетической энергии:
{\displaystyle E_{\mathrm {k,sys} }={\tfrac {1}{2}}mv^{2}+{\tfrac {1}{2}}(-m)v^{2}={\tfrac {1}{2}}{\big (}m+(-m){\big )}v^{2}={\tfrac {1}{2}}(0)v^{2}=0}
Однако, возможно, что это не совсем так, если принять во внимание энергию гравитационного поля.
Форвард расширил анализ Бонди на дополнительные случаи и показал, что даже если две массы m(−) и m(+) не совпадают, законы сохранения остаются неизменными. Это верно даже при рассмотрении релятивистских эффектов, при условии, что инертная масса, а не масса покоя, равна гравитационной массе.
Такое поведение может привести к странным результатам: например, в газе, содержащем смесь положительных и отрицательных частиц материи, температура положительной части вещества будет неограниченно увеличиваться. Однако отрицательная часть материи с той же скоростью набирает отрицательную температуру, уравновешивая систему в целом. Джеффри А. Лэндис указал на другие следствия анализа Форварда, в том числе отметив, что, хотя частицы с отрицательной массой будут отталкивать друг друга гравитационно, электростатическая сила будет притягивать одинаковые заряды и отталкивать противоположные заряды.
Форвард использовал свойства вещества с отрицательной массой, для создания концепции диаметрального двигателя, дизайна двигателя космического корабля с отрицательной массой, который не требует ввода энергии и реактивной массы для достижения сколь угодно высокого ускорения.
Форвард также ввёл термин «обнуление», чтобы описать, что происходит, когда встречаются обычная материя и отрицательная материя: ожидается, что они смогут нейтрализовать или свести на нет существование друг друга. Взаимодействие между равными количествами материи с положительной массой (следовательно, с положительной энергией E = mc2) и материей с отрицательной массой (соответственно с отрицательной энергией −E = −mc2) не выделяет энергии, потому что единственная конфигурация таких частиц, которая имеет нулевой импульс (обе частицы движутся с одинаковой скоростью в одном и том же направлении) не вызывает столкновения, и такое взаимодействие оставило бы избыток импульса.

## Стрела времени и инверсия энергии
В общей теории относительности Вселенная описывается как риманово многообразие, связанное с метрическим тензорным решением уравнений поля Эйнштейна. В таких рамках убегающее движение запрещает существование материи с отрицательной массой.
Некоторые биметрические теории Вселенной предполагают, что вместо одной могут существовать две параллельные вселенные с противоположной стрелой времени, связанные вместе Большим взрывом и взаимодействующие только посредством гравитации. Вселенная затем описывается как многообразие, связанное с двумя римановыми метриками (одна с материей обладающей положительной массой, а другая с материей с отрицательной массой). Согласно теории групп, материя сопряжённой метрики будет казаться материи другой метрики имеющей противоположную массу и стрелу времени (хотя её собственное время останется положительным). Связанные метрики имеют свои собственные геодезические и являются решениями двух связанных уравнений поля.
Материя с отрицательной массой связанной метрики, взаимодействуя с материей другой метрики через гравитацию, могла бы быть альтернативным кандидатом для объяснения тёмной материи, тёмной энергии, космологической инфляции и ускоряющейся Вселенной.

## Гравитационное взаимодействие антивещества
Подавляющее большинство физиков согласны, что антивещество имеет положительную массу и на него должна действовать гравитация, как на обычную материю. Прямые эксперименты с нейтральным антиводородом не были достаточно чувствительными, чтобы обнаружить какую-либо разницу между гравитационным взаимодействием антивещества по сравнению с нормальным веществом.
Эксперименты с пузырьковой камерой предоставляют дополнительные доказательства того, что античастицы имеют ту же инерционную массу, что и их обычные аналоги. В этих экспериментах камера помещается в постоянное магнитное поля, которое заставляет заряженные частицы двигаться по спиральным траекториям, радиус и направление которых соответствуют отношению электрического заряда к инерционной массе. Видно, что пары частица-античастица движутся по спирали с противоположными направлениями, но с одинаковыми радиусами, из чего следует, что отношения различаются только знаком; но это не указывает на то, инвертируется ли это заряд или инертная масса. Однако пары частица-античастица электрически притягиваются друг к другу. Такое поведение подразумевает, что оба имеют положительную инерционную массу и противоположные заряды; если бы было верно обратное, то частица с положительной инертной массой отталкивалась бы от своего партнера-античастицы.

## Эксперимент
Физик Питер Энгельс и группа его коллег из Университета штата Вашингтон сообщили о наблюдении отрицательного массового поведения в атомах рубидия. 10 апреля 2017 года команда Энгельса создала отрицательную эффективную массу, снизив температуру атомов рубидия почти до абсолютного нуля, создав конденсат Бозе — Эйнштейна. Используя лазерную ловушку, команда смогла обратить вспять спин некоторых атомов рубидия в этом состоянии и заметила, что после выхода из ловушки атомы расширяются и проявляют свойства частиц с отрицательной массой, в частности ускоряются в направлении силы, а не прочь от неё. Этот вид отрицательной эффективной массы аналогичен хорошо известной кажущейся отрицательной эффективной массе электронов в верхней части полосы дисперсии в твёрдых телах. Однако ни один из этих случаев не является отрицательной массой в смысле тензора энергии-импульса.
Некоторые недавние работы с метаматериалами предполагают, что некоторые ещё не открытые композиты сверхпроводников, метаматериалов и нормального вещества могут проявлять признаки отрицательной эффективной массы во многом так же, как низкотемпературные сплавы плавятся при температуре ниже точки плавления их компонентов или некоторых полупроводников с отрицательным дифференциальным сопротивлением.

## В квантовой механике
В 1928 году теория элементарных частиц Поля Дирака, которая теперь является частью Стандартной модели, уже включала отрицательные решения (отрицательной энергии). Стандартная модель является обобщением квантовой электродинамики (КЭД), и отрицательная масса уже встроена в теорию.
Моррис, Торн и Юртсевер указали, что эффект Казимира может быть использован для создания локально отрицательной по массе области пространства-времени. В этой статье и в последующих работах других авторов они показали, что вещество с отрицательной массой можно использовать для стабилизации червоточин. Cramer et al. утверждают, что такие кротовые норы могли появиться в ранней Вселенной, стабилизированные петлями космических струн с отрицательной массой. Стивен Хокинг утверждал, что отрицательная энергия является необходимым условием для создания замкнутой времениподобной кривой путём манипулирования гравитационными полями в конечной области пространства; это означает, например, что конечный цилиндр Типлера не может использоваться в качестве машины времени.

### Уравнение Шредингера
Для энергетических собственных состояний уравнения Шрёдингера волновая функция является волноподобной везде, где энергия частицы больше, чем локальный потенциал, и экспоненциально-подобной (затухающей), где она меньше. Наивно, это означало бы, что кинетическая энергия отрицательна в быстро исчезающих областях (чтобы компенсировать локальный потенциал). Однако кинетическая энергия является оператором в квантовой механике, и её математическое ожидание всегда положительно, которое в сумме с математическим ожиданием потенциальной энергии, даёт собственное значение энергии.
Для волновых функций частиц с нулевой массой покоя (таких как фотоны) это означает, что любые исчезающие части волновой функции будут связаны с локальной отрицательной массой-энергией. Однако уравнение Шредингера неприменимо к безмассовым частицам; вместо этого требуется уравнение Клейна — Гордона.

## В теории колебаний и метаматериалов

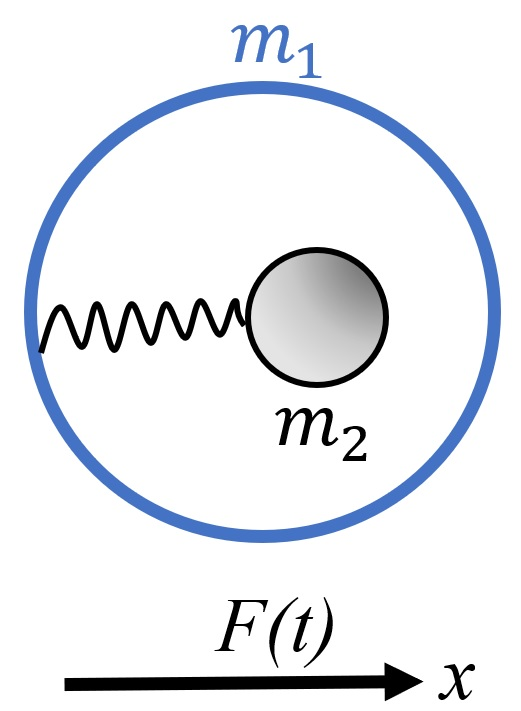
Рисунок 1. Ядро с массой соединено внутри через пружину с со снарядом массой. На систему действует синусоидальная сила F(t).

Механическая модель, вызывающая эффект отрицательной эффективной массы, изображена на рисунке 1. Ядро с массой {\displaystyle m_{2}} соединено внутри через пружину с постоянной {\displaystyle k_{2}} со снарядом массой {\displaystyle m_{1}}. На систему действует внешняя синусоидальная сила. {\displaystyle F(t)={\widehat {F}}\sin \omega t}. Если решить уравнения движения масс {\displaystyle m_{1}} и {\displaystyle m_{2}} и заменить всю систему одной эффективной массой {\displaystyle m_{eff}} получаем:

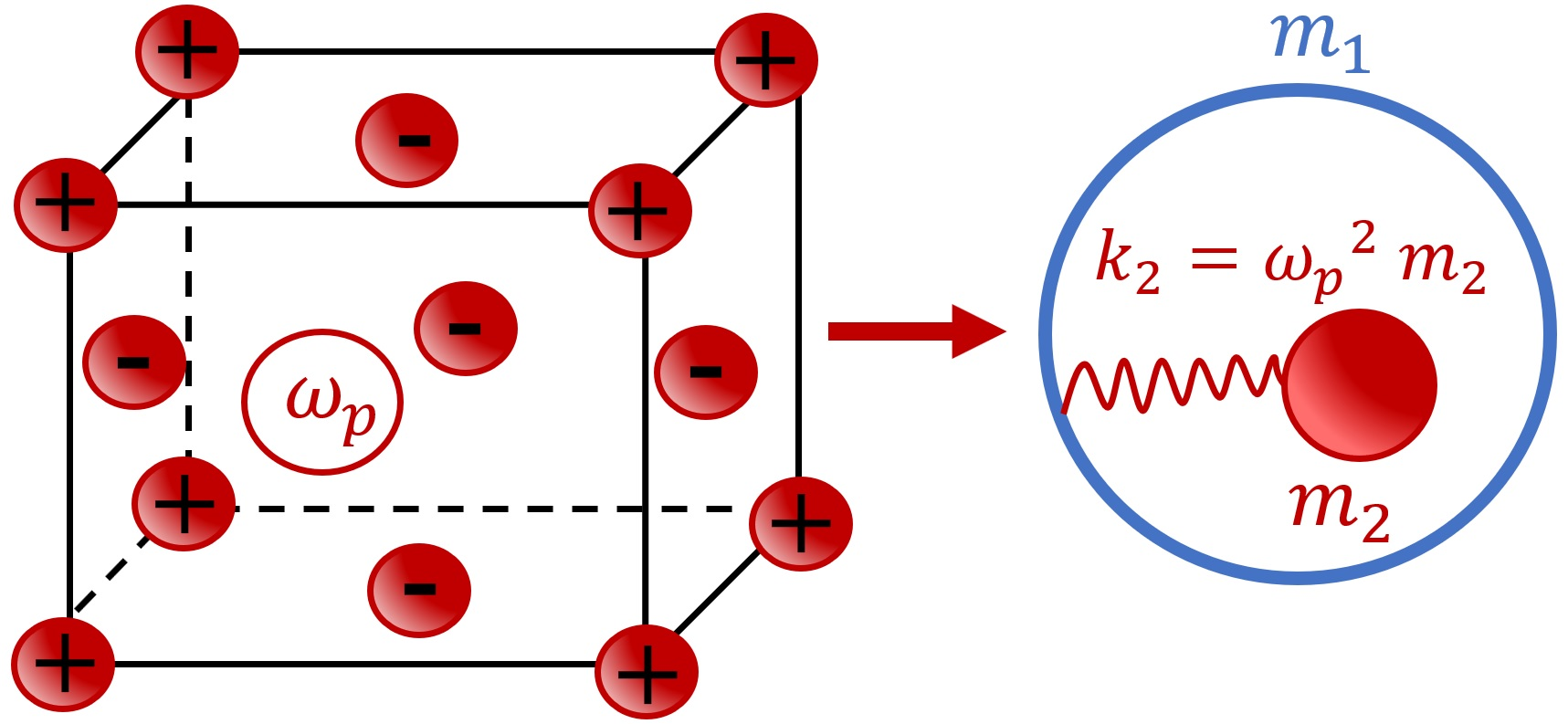
Рисунок 2. Газ свободных электронов встроен в ионную решетку ; — плазменная частота (левый рисунок). Эквивалентная механическая схема системы (эскиз справа).

{\displaystyle m_{eff}=m_{1}+{{m_{2}\omega _{0}^{2}} \over {\omega _{0}^{2}-\omega ^{2}}}\,,}
где {\displaystyle \omega _{0}={\sqrt {k_{2} \over m_{2}}}}.
Когда частота {\displaystyle \omega } достигает {\displaystyle \omega _{0}} из области больших частот, то эффективная масса {\displaystyle m_{eff}} будет отрицательной.
Отрицательная эффективная масса (плотность) также становится возможной на основе электромеханической связи, использующей плазменные колебания свободного электронного газа (см. Рисунок 2). Отрицательная масса возникает в результате колебания металлической частицы с частотой {\displaystyle \omega }, что близко к частоте плазменных колебаний электронного газа {\displaystyle m_{2}} относительно ионной решётки {\displaystyle m_{1}}. Колебания плазмы представлены упругой пружиной {\displaystyle k_{2}=\omega _{p}^{2}m_{2}}, где {\displaystyle \omega _{p}} — плазменная частота. Таким образом, металлическая частица, колеблющаяся с внешней частотой ω, описывается эффективной массой
{\displaystyle m_{eff}=m_{1}+{{m_{2}\omega _{p}^{2}} \over {\omega _{p}^{2}-\omega ^{2}}}} ,
что отрицательна, когда частота приближается из области высоких частот. Экспериментально сообщалось о метаматериалах, использующих эффект отрицательной массы вблизи плазменной частоты.